# Saint-Jean-d'Avelanne
Pour les articles homonymes, voir Saint-Jean.
Saint-Jean-d'Avelanne est une commune française située dans le département de l'Isère, en région Auvergne-Rhône-Alpes.
Positionnée dans la partie septentrionale du département de l'Isère, en limite du département de la Savoie, la commune est adhérente à la communauté de communes Les Vals du Dauphiné depuis le 1er janvier 2017.

## Géographie

### Climat
Pour des articles plus généraux, voir Climat d'Auvergne-Rhône-Alpes et Climat de l'Isère.
En 2010, le climat de la commune est de type climat des marges montargnardes, selon une étude du Centre national de la recherche scientifique s'appuyant sur une série de données couvrant la période 1971-2000. En 2020, Météo-France publie une typologie des climats de la France métropolitaine dans laquelle la commune est exposée à un climat de montagne ou de marges de montagne et est dans la région climatique Alpes du nord, caractérisée par une pluviométrie annuelle de 1 200 à 1 500 mm, irrégulièrement répartie en été.
Pour la période 1971-2000, la température annuelle moyenne est de 10,9 °C, avec une amplitude thermique annuelle de 18,7 °C. Le cumul annuel moyen de précipitations est de 1 286 mm, avec 10,3 jours de précipitations en janvier et 7,6 jours en juillet. Pour la période 1991-2020, la température moyenne annuelle observée sur la station météorologique de Météo-France la plus proche, « Pont-de-Beauvoisin », sur la commune du Pont-de-Beauvoisin à 3 km à vol d'oiseau, est de 11,8 °C et le cumul annuel moyen de précipitations est de 1 166,3 mm,. Pour l'avenir, les paramètres climatiques de la commune estimés pour 2050 selon différents scénarios d'émission de gaz à effet de serre sont consultables sur un site dédié publié par Météo-France en novembre 2022.

### Voies de communication
Le territoire communal, situé hors des grands axes de circulation est principalement desservi par deux routes départementales les RD28c et RD82 qui orientent les usagers vers Saint-Geoire-en-Valdaine, Pont-de-Beauvoisin.

## Urbanisme

### Typologie
Au 1er janvier 2024, Saint-Jean-d'Avelanne est catégorisée commune rurale à habitat dispersé, selon la nouvelle grille communale de densité à sept niveaux définie par l'Insee en 2022.
Elle est située hors unité urbaine. Par ailleurs la commune fait partie de l'aire d'attraction du Pont-de-Beauvoisin, dont elle est une commune de la couronne,. Cette aire, qui regroupe 4 communes, est catégorisée dans les aires de moins de 50 000 habitants,.

### Occupation des sols
L'occupation des sols de la commune, telle qu'elle ressort de la base de données européenne d’occupation biophysique des sols Corine Land Cover (CLC), est marquée par l'importance des territoires agricoles (68,9 % en 2018), une proportion identique à celle de 1990 (68,9 %). La répartition détaillée en 2018 est la suivante : 
zones agricoles hétérogènes (49,4 %), forêts (28,2 %), terres arables (12 %), prairies (7,6 %), zones urbanisées (2,8 %). L'évolution de l’occupation des sols de la commune et de ses infrastructures peut être observée sur les différentes représentations cartographiques du territoire : la carte de Cassini (XVIIIe siècle), la carte d'état-major (1820-1866) et les cartes ou photos aériennes de l'IGN pour la période actuelle (1950 à aujourd'hui).

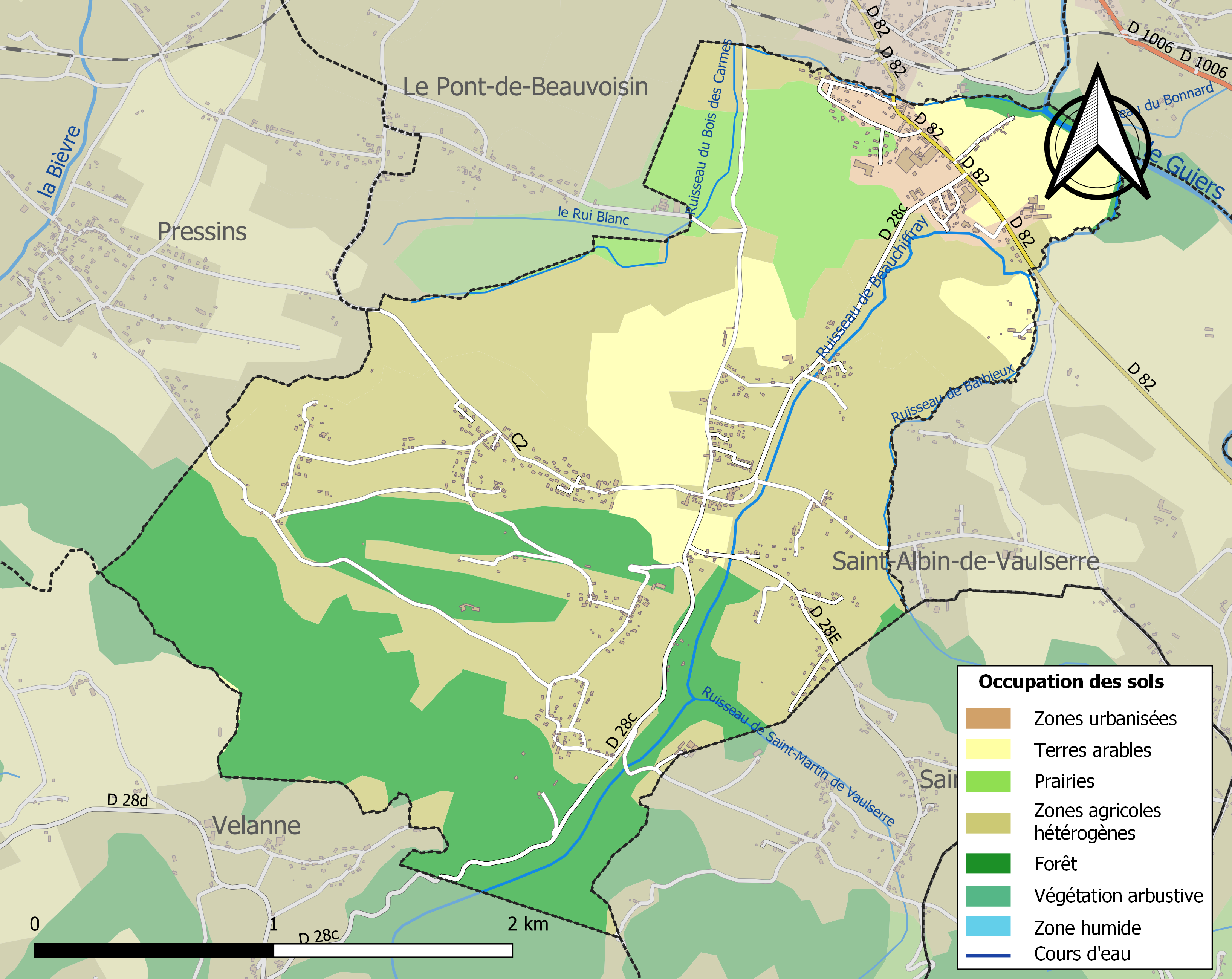
Carte des infrastructures et de l'occupation des sols de la commune en 2018 (CLC).

### Risques naturels et technologiques

#### Risques sismiques
L'ensemble du territoire de la commune du Pont-de-Beauvoisin en Isère est situé en zone de sismicité no 4 (sur une échelle de 1 à 5), non loin de la zone no 3 située plus à l'ouest.
| Type de zone | Niveau            | Définitions (bâtiment à risque normal) |
| ------------ | ----------------- | -------------------------------------- |
| Zone 4       | Sismicité moyenne | accélération = 1,6 m/s2                |

## Politique et administration

### Liste des maires
| Période                                  | Période  | Identité                     | Étiquette | Qualité          |
| ---------------------------------------- | -------- | ---------------------------- | --------- | ---------------- |
| 1971                                     | ?        | Michel Soulié                | Rad.      | Journaliste      |
|                                          | 1995     | Marius Martin                |           |                  |
| 1995                                     | 2008     | Jean Gravend                 |           |                  |
| mars 2008                                | En cours | Jean-François Pillaud-Tirard | DVD       | Assistant social |
| Les données manquantes sont à compléter. |          |                              |           |                  |

## Population et société

### Démographie
L'évolution du nombre d'habitants est connue à travers les recensements de la population effectués dans la commune depuis 1793. Pour les communes de moins de 10 000 habitants, une enquête de recensement portant sur toute la population est réalisée tous les cinq ans, les populations de référence des années intermédiaires étant quant à elles estimées par interpolation ou extrapolation. Pour la commune, le premier recensement exhaustif entrant dans le cadre du nouveau dispositif a été réalisé en 2005.

En 2022, la commune comptait 979 habitants, en évolution de +2,51 % par rapport à 2016 (Isère : +3,07 %, France hors Mayotte : +2,11 %).
| 1793 | 1800 | 1806 | 1821 | 1831 | 1836 | 1841 | 1846 | 1851 |
| ---- | ---- | ---- | ---- | ---- | ---- | ---- | ---- | ---- |
| 571  | 682  | 701  | 717  | 868  | 896  | 960  | 937  | 890  |

| 1856 | 1861 | 1866 | 1872 | 1876 | 1881 | 1886 | 1891 | 1896 |
| ---- | ---- | ---- | ---- | ---- | ---- | ---- | ---- | ---- |
| 831  | 770  | 744  | 689  | 679  | 678  | 726  | 714  | 639  |

| 1901 | 1906 | 1911 | 1921 | 1926 | 1931 | 1936 | 1946 | 1954 |
| ---- | ---- | ---- | ---- | ---- | ---- | ---- | ---- | ---- |
| 605  | 614  | 588  | 506  | 516  | 541  | 510  | 560  | 504  |

| 1962 | 1968 | 1975 | 1982 | 1990 | 1999 | 2005 | 2006 | 2010 |
| ---- | ---- | ---- | ---- | ---- | ---- | ---- | ---- | ---- |
| 510  | 543  | 516  | 555  | 609  | 620  | 711  | 730  | 901  |

| 2015 | 2020 | 2022 | - | - | - | - | - | - |
| ---- | ---- | ---- | - | - | - | - | - | - |
| 946  | 981  | 979  | - | - | - | - | - | - |

### Enseignement
La commune est rattachée à l'académie de Grenoble.

### Médias
Historiquement, le quotidien à grand tirage Le Dauphiné libéré consacre, chaque jour, y compris le dimanche, dans son édition Voironnais-Chartreuse, un ou plusieurs articles à l'actualité du canton de la communauté de communes, ainsi que des informations sur les éventuelles manifestations locales, les travaux routiers, et autres événements divers à caractère local.

### Culte
La communauté catholique et l'église de Saint-Jean-d'Avelanne (propriété de la commune) dépendent de la paroisse Saint-Jacques de la Marche qui comprend vingt autres églises du secteur. Cette paroisse est rattachée au diocèse de Grenoble-Vienne.

## Culture locale et patrimoine

### Lieux et monuments
- Le Château du Mollard-Rond.

Le château fait l'objet d'une inscription au titre des monuments historiques par arrêté du 28 mai 1998.
Situé près du plateau de la Vieille Montaz, cette ancienne maison forte est édifiée dans la première moitié du XIVe siècle par Guillaume de Paladru et fut remaniée au XVIIe siècle.
- Église Saint-Jean-Baptiste de Saint-Jean-d'Avelanne

### Héraldique
|  | Saint-Jean-d'Avelanne possède des armoiries dont l'origine et le blasonnement exact ne sont pas disponibles. |